# Statistiky WTA Tour 2012
Statistiky WTA Tour 2012 představují konečný přehled vyhraných titulů, pořadí hráček na žebříčku, největších výdělků a sledovaných parametrů herní činnosti v sezóně 2012, nejvyšší úrovně ženského profesionálního tenisu.
Světovou jedničkou ve dvouhře byla na žebříčku WTA v závěru sezóny Běloruska Viktoria Azarenková. Jako první hráčka světa ve čtyřhře sezónu zakončila Italka Roberta Vinciová. Nejvíce turnajů ve dvouhře vyhrála Serena Williamsová (7) a ve čtyřhře pak dvojice Sara Erraniová a Roberta Vinciová (8). V pořadí zemí byly nejúspěšnější Spojené státy americké, když jejich hráčky získaly celkem 35 turnajových vítězství, druhá Itálie nasbírala 22 titulů.
Nejdelší tiebreak roku odehrály Michaëlla Krajiceková a Němka Kristina Barroisová v 1. kole Australian Open, když Nizozemka vyhrála poměrem 6–3 a 7–6(15–13). Osmkrát v roce skončil zápas dvouhry poměrem 6–0 a 6–0. Sara Erraniová (Acapulco, Barcelona) a Serena Williamsová (Wimbledon, Letní olympijské hry) si jako jediné připsaly „double“ – tituly z dvouhry i čtyřhry na stejném turnaji.
Nejméně gamů ve vyhraném turnaji ztratila Serena Williamsová, a to 15 her v Charlestonu. Nejvíce utkání v řadě bez porážky zaznamenala Viktoria Azarenková (26), když neprohrála od lednového turnaje v Sydney až do čtvrtfinále březnového Miami Masters. Nejmladší vítězkou turnaje se stala v osmnácti letech, devíti měsících a šestnácti dnech Maďarka Tímea Babosová (Monterrey; stejný turnaj nejmladší vítězky jako v roce 2011), naopak nejstarší ve třiceti dvou letech, čtyřech měsících a čtyřech dnech Američanka Venus Williamsová (Lucemburk). Nejníže postavenou tenistkou, která získala singlový titul byla Američanka Melanie Oudinová, která jako 208. hráčka světa vyhrála v Birminghamu.

## Vyhrané turnaje

### Dvouhra – pořadí hráček
| Poř. | Tituly | Hráčka                        | Stát                   |
| 1.   | 7      | Serena Williamsová            | Spojené státy americké |
| 2.   | 6      | Viktoria Azarenková           | Bělorusko              |
| 3.   | 4      | Sara Erraniová                | Itálie                 |
| 4.   | 3      | Agnieszka Radwańská           | Polsko                 |
| 4.   | 3      | Maria Šarapovová              | Rusko                  |
| 4.   | 3      | Naděžda Petrovová             | Rusko                  |
| 5.   | 2      | Angelique Kerberová           | Německo                |
| 5.   | 2      | Kaia Kanepiová                | Estonsko               |
| 5.   | 2      | Petra Kvitová                 | Česko                  |
| 5.   | 2      | Sie Šu-wej                    | Tchaj-wan              |
| 5.   | 2      | Caroline Wozniacká            | Dánsko                 |
| 6.   | 1      | Čeng Ťie                      | Čína                   |
| 6.   | 1      | Mona Barthelová               | Francie                |
| 6.   | 1      | Daniela Hantuchová            | Slovensko              |
| 6.   | 1      | Lara Arruabarrenaová-Vecinová | Španělsko              |
| 6.   | 1      | Sofia Arvidssonová            | Švédsko                |
| 6.   | 1      | Kiki Bertensová               | Nizozemsko             |
| 6.   | 1      | Francesca Schiavoneová        | Itálie                 |
| 6.   | 1      | Melanie Oudinová              | Spojené státy americké |
| 6.   | 1      | Alizé Cornetová               | Francie                |
| 6.   | 1      | Tamira Paszeková              | Rakousko               |
| 6.   | 1      | Dominika Cibulková            | Slovensko              |
| 6.   | 1      | Polona Hercogová              | Slovinsko              |
| 6.   | 1      | Bojana Jovanovská             | Srbsko                 |
| 6.   | 1      | Magdaléna Rybáriková          | Slovensko              |
| 6.   | 1      | Li Na                         | Čína                   |
| 6.   | 1      | Roberta Vinciová              | Itálie                 |
| 6.   | 1      | Irina-Camelia Beguová         | Rumunsko               |
| 6.   | 1      | Kirsten Flipkensová           | Nizozemsko             |
| 6.   | 1      | Heather Watsonová             | Spojené království     |
| 6.   | 1      | Venus Williamsová             | Spojené státy americké |

### Dvouhra – pořadí národů
| Poř. | Stát                   | Tituly |
| 1.   | Spojené státy americké | 9      |
| 2.   | Itálie                 | 6      |
| 2.   | Bělorusko              | 6      |
| 2.   | Rusko                  | 6      |
| 3.   | Německo                | 3      |
| 3.   | Polsko                 | 3      |
| 3.   | Slovensko              | 3      |
| 4.   | Estonsko               | 2      |
| 4.   | Čína                   | 2      |
| 4.   | Česko                  | 2      |
| 4.   | Tchaj-wan              | 2      |
| 4.   | Dánsko                 | 2      |
| 5.   | Španělsko              | 1      |
| 5.   | Švédsko                | 1      |
| 5.   | Maďarsko               | 1      |
| 5.   | Nizozemsko             | 1      |
| 5.   | Francie                | 1      |
| 5.   | Rakousko               | 1      |
| 5.   | Slovinsko              | 1      |
| 5.   | Rumunsko               | 1      |
| 5.   | Belgie                 | 1      |
| 5.   | Spojené království     | 1      |

### Čtyřhra – pořadí hráček
| Poř. | Tituly | Hráčka                       | Stát                   |
| 1.   | 8      | Sara Erraniová               | Itálie                 |
| 1.   | 8      | Roberta Vinciová             | Itálie                 |
| 2.   | 5      | Liezel Huberová              | Spojené státy americké |
| 2.   | 5      | Lisa Raymondová              | Spojené státy americké |
| 3.   | 4      | Raquel Kopsová-Jonesová      | Spojené státy americké |
| 3.   | 4      | Abigail Spearsová            | Spojené státy americké |
| 3.   | 4      | Andrea Hlaváčková            | Česko                  |
| 3.   | 4      | Lucie Hradecká               | Česko                  |
| 4.   | 2      | Alexandra Panovová           | Rusko                  |
| 4.   | 2      | Čuang Ťia-žung               | Tchaj-wan              |
| 4.   | 2      | Sania Mirzaová               | Indie                  |
| 4.   | 2      | Nuria Llagosteraová Vivesová | Španělsko              |
| 4.   | 2      | Barbora Záhlavová-Strýcová   | Česko                  |
| 4.   | 2      | Čang Kchaj-čen               | Tchaj-wan              |
| 4.   | 2      | Serena Williamsová           | Spojené státy americké |
| 4.   | 2      | Venus Williamsová            | Spojené státy americké |
| 4.   | 2      | Klaudia Jansová-Ignaciková   | Polsko                 |
| 4.   | 2      | Marina Erakovicová           | Nový Zéland            |
| 4.   | 2      | Heather Watsonová            | Spojené království     |
| 4.   | 2      | Kristina Mladenovicová       | Francie                |
| 4.   | 2      | Čang Šuaj                    | Čína                   |
| 4.   | 2      | Květa Peschkeová             | Česko                  |
| 4.   | 2      | Jekatěrina Makarovová        | Rusko                  |
| 4.   | 2      | Jelena Vesninová             | Rusko                  |
| 4.   | 2      | Maria Kirilenková            | Rusko                  |
| 4.   | 2      | Naděžda Petrovová            | Rusko                  |
| 5.   | 1      | Arantxa Parraová Santonjaová | Španělsko              |
| 5.   | 1      | Katarina Srebotniková        | Slovinsko              |
| 5.   | 1      | Irina-Camelia Beguová        | Rumunsko               |
| 5.   | 1      | Monica Niculescuová          | Rumunsko               |
| 5.   | 1      | Světlana Kuzněcovová         | Rusko                  |
| 5.   | 1      | Věra Zvonarevová             | Rusko                  |
| 5.   | 1      | Anastasia Rodionovová        | Austrálie              |
| 5.   | 1      | Eva Birnerová                | Česko                  |
| 5.   | 1      | Anastasija Pavljučenkovová   | Rusko                  |
| 5.   | 1      | Lucie Šafářová               | Česko                  |
| 5.   | 1      | Kimiko Dateová               | Japonsko               |
| 5.   | 1      | Rika Fudžiwarová             | Japonsko               |
| 5.   | 1      | Iveta Benešová               | Česko                  |
| 5.   | 1      | Petra Cetkovská              | Česko                  |
| 5.   | 1      | Janette Husárová             | Slovensko              |
| 5.   | 1      | Magdaléna Rybáriková         | Slovensko              |
| 5.   | 1      | Bethanie Matteková-Sandsová  | Spojené státy americké |
| 5.   | 1      | Olga Govorcovová             | Bělorusko              |
| 5.   | 1      | Tímea Babosová               | Maďarsko               |
| 5.   | 1      | Sie Šu-wej                   | Tchaj-wan              |
| 5.   | 1      | Jill Craybasová              | Spojené státy americké |
| 5.   | 1      | Julia Görgesová              | Německo                |
| 5.   | 1      | María José Martínez Sánchez  | Španělsko              |
| 5.   | 1      | Renata Voráčová              | Česko                  |
| 5.   | 1      | Catalina Castañová           | Kolumbie               |
| 5.   | 1      | Mariana Duqueová Mariñová    | Kolumbie               |
| 5.   | 1      | Iryna Burjačoková            | Ukrajina               |
| 5.   | 1      | Valerija Solovjovová         | Rusko                  |
| 5.   | 1      | Šúko Aojamová                | Japonsko               |
| 5.   | 1      | Paula Kaniová                | Polsko                 |
| 5.   | 1      | Polina Pechovová             | Bělorusko              |
| 5.   | 1      | Tatjana Maleková             | Německo                |
| 5.   | 1      | Tamarine Tanasugarnová       | Thajsko                |
| 5.   | 1      | Anna-Lena Grönefeldová       | Německo                |

### Čtyřhra – pořadí národů
| Poř. | Stát                   | Tituly |
| 1.   | Spojené státy americké | 24     |
| 2.   | Česko                  | 17     |
| 3.   | Itálie                 | 16     |
| 4.   | Rusko                  | 14     |
| 5.   | Tchaj-wan              | 5      |
| 6.   | Španělsko              | 4      |
| 7.   | Japonsko               | 3      |
| 7.   | Polsko                 | 3      |
| 7.   | Německo                | 3      |
| 8.   | Rumunsko               | 2      |
| 8.   | Slovensko              | 2      |
| 8.   | Indie                  | 2      |
| 8.   | Kolumbie               | 2      |
| 8.   | Nový Zéland            | 2      |
| 8.   | Spojené království     | 2      |
| 8.   | Bělorusko              | 2      |
| 8.   | Francie                | 2      |
| 8.   | Čína                   | 2      |
| 9.   | Slovinsko              | 1      |
| 9.   | Austrálie              | 1      |
| 9.   | Maďarsko               | 1      |
| 9.   | Thajsko                | 1      |

### Celkové pořadí hráček

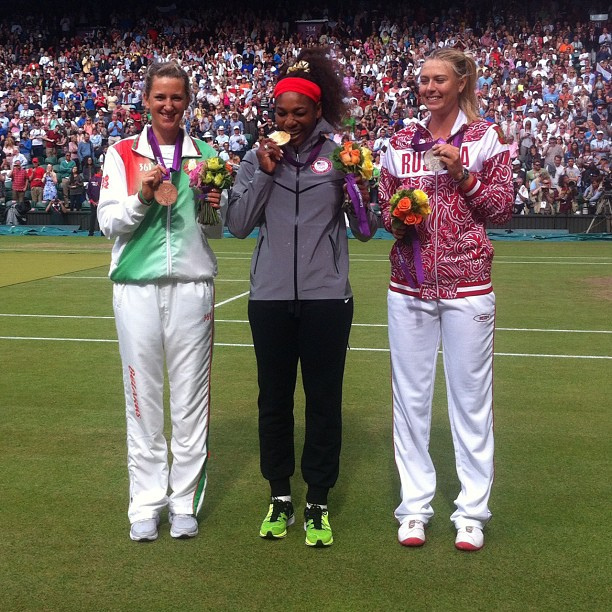
Medailistky z dvouhry olympijského turnaje, zleva: Viktoria Azarenková (bronz) • Serena Williamsová (zlato) • Maria Šarapovová (stříbro)

| Poř. | Hráčka                        | Tituly     | Tituly     | Tituly | Celkem |
| Poř. | Hráčka                        | ve dvouhře | ve čtyřhře | v mixu | Celkem |
| 1.   | Serena Williamsová            | 7          | 2          | 0      | 9      |
| 2.   | Viktoria Azarenková           | 6          | 0          | 1      | 7      |
| 3.   | Sara Erraniová                | 4          | 8          | 0      | 12     |
| 4.   | Naděžda Petrovová             | 3          | 2          | 0      | 5      |
| 5.   | Agnieszka Radwańská           | 3          | 0          | 0      | 3      |
| 5.   | Maria Šarapovová              | 3          | 0          | 0      | 3      |
| 6.   | Sie Šu-wej                    | 2          | 1          | 0      | 3      |
| 7.   | Angelique Kerberová           | 2          | 0          | 0      | 2      |
| 7.   | Kaia Kanepiová                | 2          | 0          | 0      | 2      |
| 7.   | Petra Kvitová                 | 2          | 0          | 0      | 2      |
| 7.   | Caroline Wozniacká            | 2          | 0          | 0      | 2      |
| 8.   | Roberta Vinciová              | 1          | 8          | 0      | 9      |
| 9.   | Heather Watsonová             | 1          | 2          | 0      | 3      |
| 9.   | Venus Williamsová             | 1          | 2          | 0      | 3      |
| 10.  | Tímea Babosová                | 1          | 1          | 0      | 2      |
| 10.  | Magdaléna Rybáriková          | 1          | 1          | 0      | 2      |
| 10.  | Irina-Camelia Beguová         | 1          | 1          | 0      | 2      |
| 11.  | Čeng Ťie                      | 1          | 0          | 0      | 1      |
| 11.  | Mona Barthelová               | 1          | 0          | 0      | 1      |
| 11.  | Daniela Hantuchová            | 1          | 0          | 0      | 1      |
| 11.  | Lara Arruabarrenaová-Vecinová | 1          | 0          | 0      | 1      |
| 11.  | Sofia Arvidssonová            | 1          | 0          | 0      | 1      |
| 11.  | Kiki Bertensová               | 1          | 0          | 0      | 1      |
| 11.  | Francesca Schiavoneová        | 1          | 0          | 0      | 1      |
| 11.  | Melanie Oudinová              | 1          | 0          | 0      | 1      |
| 11.  | Alizé Cornetová               | 1          | 0          | 0      | 1      |
| 11.  | Tamira Paszeková              | 1          | 0          | 0      | 1      |
| 11.  | Dominika Cibulková            | 1          | 0          | 0      | 1      |
| 11.  | Polona Hercogová              | 1          | 0          | 0      | 1      |
| 11.  | Bojana Jovanovská             | 1          | 0          | 0      | 1      |
| 11.  | Li Na                         | 1          | 0          | 0      | 1      |
| 12.  | Lisa Raymondová               | 0          | 5          | 1      | 6      |
| 13.  | Liezel Huberová               | 0          | 5          | 0      | 5      |
| 14.  | Raquel Kopsová-Jonesová       | 0          | 4          | 0      | 4      |
| 14.  | Abigail Spearsová             | 0          | 4          | 0      | 4      |
| 14.  | Andrea Hlaváčková             | 0          | 4          | 0      | 4      |
| 14.  | Lucie Hradecká                | 0          | 4          | 0      | 4      |
| 15.  | Sania Mirzaová                | 0          | 2          | 1      | 3      |
| 15.  | Jekatěrina Makarovová         | 0          | 2          | 1      | 3      |
| 16.  | Alexandra Panovová            | 0          | 2          | 0      | 2      |
| 16.  | Čuang Ťia-žung                | 0          | 2          | 0      | 2      |
| 16.  | Nuria Llagosteraová Vivesová  | 0          | 2          | 0      | 2      |
| 16.  | Barbora Záhlavová-Strýcová    | 0          | 2          | 0      | 2      |
| 16.  | Čang Kchaj-čen                | 0          | 2          | 0      | 2      |
| 16.  | Klaudia Jansová-Ignaciková    | 0          | 2          | 0      | 2      |
| 16.  | Marina Erakovicová            | 0          | 2          | 0      | 2      |
| 16.  | Kristina Mladenovicová        | 0          | 2          | 0      | 2      |
| 16.  | Čang Šuaj                     | 0          | 2          | 0      | 2      |
| 16.  | Květa Peschkeová              | 0          | 2          | 0      | 2      |
| 16.  | Jelena Vesninová              | 0          | 2          | 0      | 2      |
| 16.  | Maria Kirilenková             | 0          | 2          | 0      | 2      |
| 17.  | Bethanie Matteková-Sandsová   | 0          | 1          | 1      | 2      |
| 18.  | Arantxa Parraová Santonjaová  | 0          | 1          | 0      | 1      |
| 18.  | Katarina Srebotniková         | 0          | 1          | 0      | 1      |
| 18.  | Monica Niculescuová           | 0          | 1          | 0      | 1      |
| 18.  | Světlana Kuzněcovová          | 0          | 1          | 0      | 1      |
| 18.  | Věra Zvonarevová              | 0          | 1          | 0      | 1      |
| 18.  | Anastasia Rodionovová         | 0          | 1          | 0      | 1      |
| 18.  | Eva Birnerová                 | 0          | 1          | 0      | 1      |
| 18.  | Anastasija Pavljučenkovová    | 0          | 1          | 0      | 1      |
| 18.  | Lucie Šafářová                | 0          | 1          | 0      | 1      |
| 18.  | Kimiko Dateová                | 0          | 1          | 0      | 1      |
| 18.  | Rika Fudžiwarová              | 0          | 1          | 0      | 1      |
| 18.  | Iveta Benešová                | 0          | 1          | 0      | 1      |
| 18.  | Petra Cetkovská               | 0          | 1          | 0      | 1      |
| 18.  | Janette Husárová              | 0          | 1          | 0      | 1      |
| 18.  | Olga Govorcovová              | 0          | 1          | 0      | 1      |
| 18.  | Jill Craybasová               | 0          | 1          | 0      | 1      |
| 18.  | Julia Görgesová               | 0          | 1          | 0      | 1      |
| 18.  | María José Martínez Sánchez   | 0          | 1          | 0      | 1      |
| 18.  | Renata Voráčová               | 0          | 1          | 0      | 1      |
| 18.  | Catalina Castañová            | 0          | 1          | 0      | 1      |
| 18.  | Mariana Duqueová Mariñová     | 0          | 1          | 0      | 1      |
| 18.  | Iryna Burjačoková             | 0          | 1          | 0      | 1      |
| 18.  | Valerija Solovjovová          | 0          | 1          | 0      | 1      |
| 18.  | Šúko Aojamová                 | 0          | 1          | 0      | 1      |
| 18.  | Paula Kaniová                 | 0          | 1          | 0      | 1      |
| 18.  | Polina Pechovová              | 0          | 1          | 0      | 1      |
| 18.  | Tatjana Maleková              | 0          | 1          | 0      | 1      |
| 18.  | Tamarine Tanasugarnová        | 0          | 1          | 0      | 1      |
| 18.  | Anna-Lena Grönefeldová        | 0          | 1          | 0      | 1      |

### Celkové pořadí národů

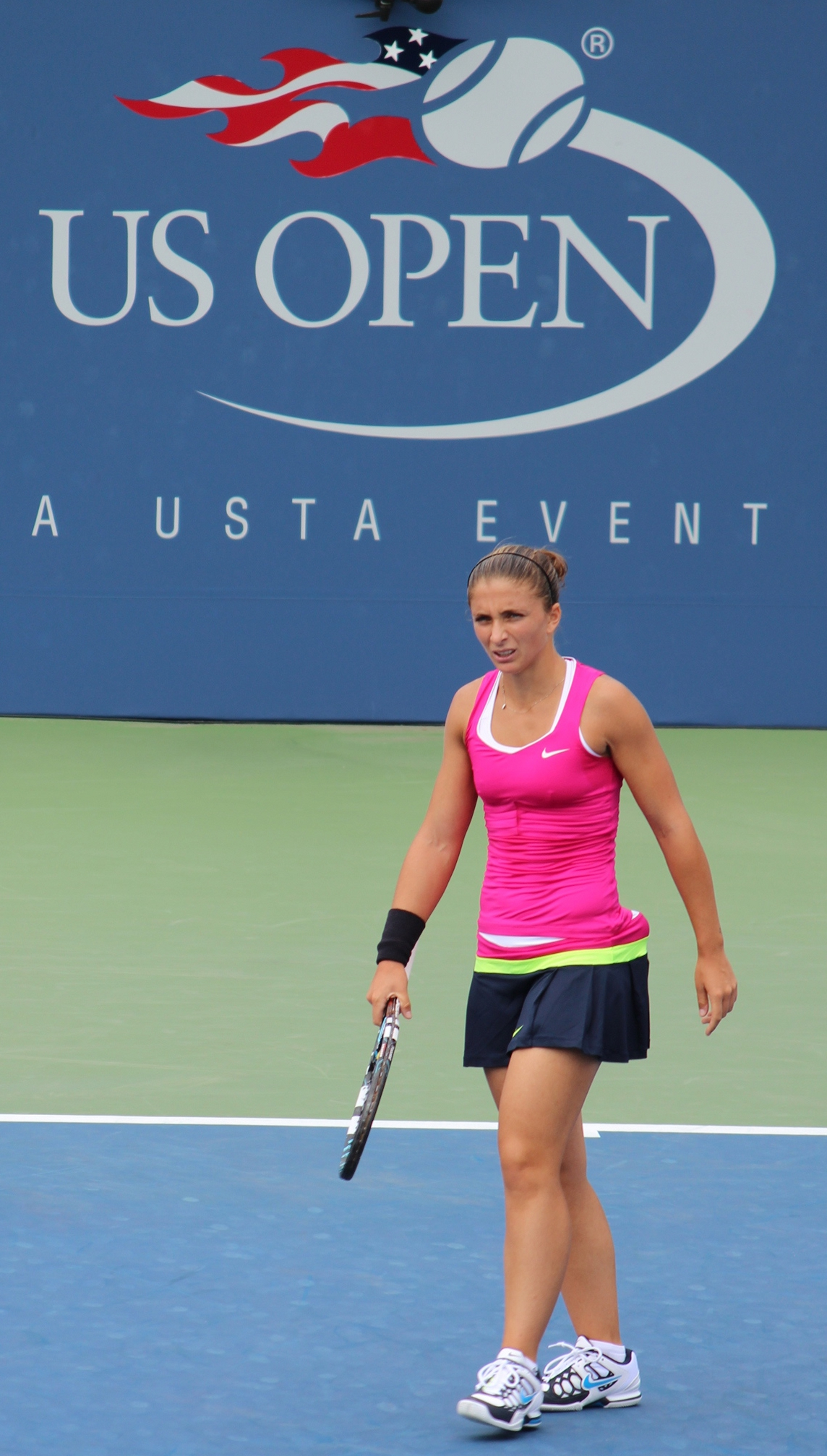
Sara Erraniová zaznamenala největší zlepšení na okruhu. Ve dvouhře si polepšila o 39 míst až na šestou pozici a ve čtyřhře se stala světovou jedničkou.

| Poř. | Stát                   | Tituly     | Tituly     | Tituly | Celkem |
| Poř. | Stát                   | ve dvouhře | ve čtyřhře | v mixu | Celkem |
| 1.   | Spojené státy americké | 9          | 24         | 2      | 35     |
| 2.   | Itálie                 | 6          | 16         | 0      | 22     |
| 3.   | Rusko                  | 6          | 14         | 1      | 21     |
| 4.   | Bělorusko              | 6          | 2          | 1      | 9      |
| 5.   | Polsko                 | 3          | 3          | 0      | 6      |
| 5.   | Německo                | 3          | 3          | 0      | 6      |
| 6.   | Slovensko              | 3          | 2          | 0      | 5      |
| 7.   | Česko                  | 2          | 17         | 0      | 19     |
| 8.   | Tchaj-wan              | 2          | 5          | 0      | 6      |
| 9.   | Čína                   | 2          | 2          | 0      | 4      |
| 10.  | Estonsko               | 2          | 0          | 0      | 2      |
| 10.  | Dánsko                 | 2          | 0          | 0      | 2      |
| 11.  | Španělsko              | 1          | 4          | 0      | 5      |
| 12.  | Francie                | 1          | 2          | 0      | 3      |
| 12.  | Spojené království     | 1          | 2          | 0      | 3      |
| 13.  | Maďarsko               | 1          | 1          | 0      | 2      |
| 13.  | Slovinsko              | 1          | 1          | 0      | 2      |
| 14.  | Švédsko                | 1          | 0          | 0      | 1      |
| 14.  | Rakousko               | 1          | 0          | 0      | 1      |
| 14.  | Srbsko                 | 1          | 0          | 0      | 1      |
| 14.  | Belgie                 | 1          | 0          | 0      | 1      |
| 15.  | Japonsko               | 0          | 3          | 0      | 3      |
| 15.  | Rumunsko               | 0          | 3          | 0      | 3      |
| 16.  | Indie                  | 0          | 2          | 1      | 3      |
| 17.  | Kolumbie               | 0          | 2          | 0      | 2      |
| 17.  | Nový Zéland            | 0          | 2          | 0      | 2      |
| 18.  | Austrálie              | 0          | 1          | 0      | 1      |
| 18.  | Ukrajina               | 0          | 1          | 0      | 1      |
| 18.  | Thajsko                | 0          | 1          | 0      | 1      |

## Pemiérové a obhájené tituly

### Premiérové tituly

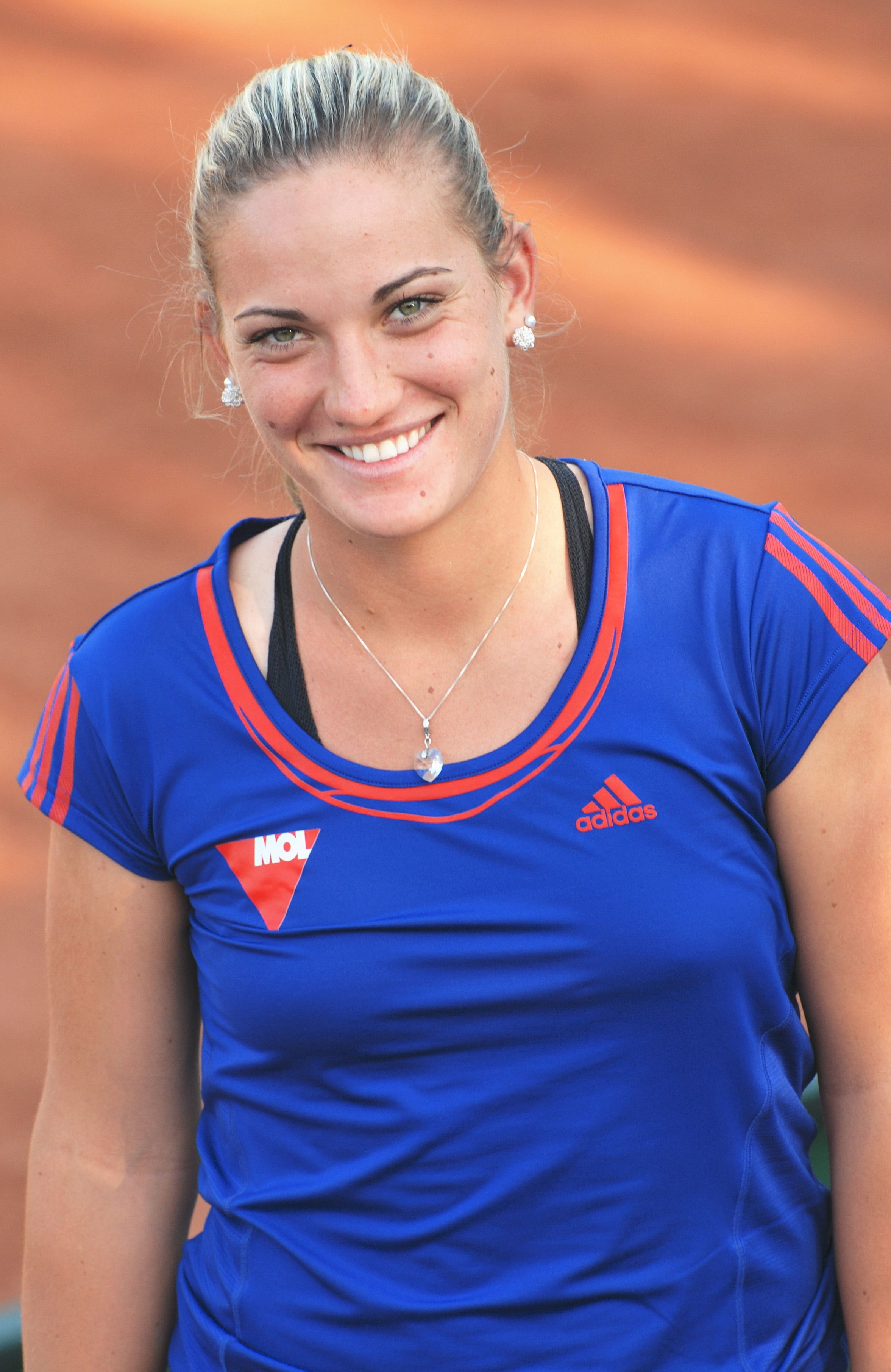
V 18 letech, 9 měsících a 16 dnech vyhrála Tímea Babosová turnaj v Monterrey, čímž se stala nejmladší hráčkou, která získala v roce 2012 singlový titul.

Hráčky, které získaly na okruhu první titul v ženské dvouhře, ženské čtyřhře nebo smíšené čtyřhře:
Ženská dvouhra
- Lara Arruabarrenaová-Vecinová – Bogotá
- Tímea Babosová – Monterrey
- Mona Barthelová – Hobart
- Kiki Bertensová – Fás
- Irina-Camelia Beguová – Taškent
- Kirsten Flipkensová – Québec
- Sie Šu-wej – Kuala Lumpur
- Bojana Jovanovská – Baku
- Angelique Kerberová – Paříž
- Melanie Oudinová – Birmingham
- Heather Watsonová – Ósaka

Ženská čtyřhra
- Šúko Aojamová – Washington, D.C.
- Tímea Babosová – Birmingham
- Irina-Camelia Beguová – Hobart
- Iryna Burjačoková – Baku
- Catalina Castañová – Båstad
- Mariana Duqueová Mariñová – Båstad
- Rika Fudžiwarová – Kodaň
- Paula Kaniová – Taškent
- Tatjana Maleková – Québec
- Kristina Mladenovicová – Montréal
- Polina Pechovová – Taškent
- Magdaléna Rybáriková – Budapešť
- Lucie Šafářová – Charleston
- Valerija Solovjovová – Baku
- Heather Watsonová – Stanford

Smíšená čtyřhra
- Bethanie Matteková-Sandsová – Australian Open (smíšená čtyřhra)
- Jekatěrina Makarovová – US Open (smíšená čtyřhra)

### Obhájené tituly
Hráčky, které obhájily titul v ženské dvouhře a ženské čtyřhře:
Ženská dvouhra
- Daniela Hantuchová – Pattaya
- Polona Hercogová – Båstad
- Maria Šarapovová – Řím
- Serena Williamsová – Stanford

Ženská čtyřhra
- Liezel Huberová – Dubaj
- Serena Williamsová – Letní olympijské hry (ženská čtyřhra)
- Venus Williamsová – Letní olympijské hry (ženská čtyřhra)

## Žebříček
Žebříček Race určil hráčky, jež se kvalifikovaly na říjnový Turnaj mistryň. Žebříček WTA a jeho konečné pořadí na konci sezóny byl sestaven na základě bodového hodnocení hráček z posledních 52 týdnů.

### Dvouhra
Tabulky uvádí 20 nejvýše postavených hráček na singlových žebříčcích Race a WTA ke konci sezóny 2012. Zdravé hráčky měly povinnost hrát Grand Slam, turnaje kategorie Premier Mandatory a WTA Tour Championships. U prvních dvaceti tenistek se započítávaly také dva nejlepší výsledky z turnajů kategorie Premier 5. Šedý podklad vlevo uvádí hráčky přímo kvalifikované na Turnaj mistryň.
| Žebříček Race – 22. října 2012 | Žebříček Race – 22. října 2012 | Žebříček Race – 22. října 2012 | Žebříček Race – 22. října 2012 |
| Poř.                           | Hráčka                         | Body                           | Tour                           |
| ------------------------------ | ------------------------------ | ------------------------------ | ------------------------------ |
| 1.                             | Viktoria Azarenková            | 10 190                         | 19(18)                         |
| 2.                             | Maria Šarapovová               | 9 115                          | 17(14)                         |
| 3.                             | Serena Williamsová             | 7 900                          | 14(12)                         |
| 4.                             | Agnieszka Radwańská            | 7 095                          | 23                             |
| 5.                             | Angelique Kerberová            | 5 470                          | 21                             |
| 6.                             | Petra Kvitová                  | 5 215                          | 20(18)                         |
| 7.                             | Sara Erraniová                 | 4 855                          | 23                             |
| 8.                             | Li Na                          | 4 726                          | 18(17)                         |
| 9.                             | Samantha Stosurová             | 4 120                          | 22                             |
| 10.                            | Marion Bartoliová              | 3 740                          | 27                             |
| 11.                            | Caroline Wozniacká             | 3 685                          | 22                             |
| 12.                            | Ana Ivanovićová                | 2 900                          | 20(19)                         |
| 13.                            | Naděžda Petrovová              | 2 725                          | 22                             |
| 14.                            | Dominika Cibulková             | 2 495                          | 27                             |
| 15.                            | Maria Kirilenková              | 2 463                          | 21                             |
| 16.                            | Roberta Vinciová               | 2 400                          | 28                             |
| 17.                            | Lucie Šafářová                 | 2 125                          | 24                             |
| 18.                            | Julia Görgesová                | 1 965                          | 26                             |
| 19.                            | Kaia Kanepiová                 | 1 929                          | 16                             |
| 20.                            | Jekatěrina Makarovová          | 1 841                          | 19                             |

| Konečný žebříček WTA | Konečný žebříček WTA  | Konečný žebříček WTA | Konečný žebříček WTA | Konečný žebříček WTA |
| Poř.                 | Hráčka                | Bodů                 | Změna                |                      |
| -------------------- | --------------------- | -------------------- | -------------------- | -------------------- |
| 1.                   | Viktoria Azarenková   | 10 595               | +2                   |                      |
| 2.                   | Maria Šarapovová      | 10 045               | +2                   |                      |
| 3.                   | Serena Williamsová    | 9 400                | +9                   |                      |
| 4.                   | Agnieszka Radwańská   | 7 425                | +4                   |                      |
| 5.                   | Angelique Kerberová   | 5 550                | +27                  |                      |
| 6.                   | Sara Erraniová        | 5 100                | +39                  |                      |
| 7.                   | Li Na                 | 5 095                | -2                   |                      |
| 8.                   | Petra Kvitová         | 5 085                | -6                   |                      |
| 9.                   | Samantha Stosurová    | 4 135                | -3                   |                      |
| 10.                  | Caroline Wozniacká    | 3 765                | -9                   |                      |
| 11.                  | Marion Bartoliová     | 3 740                | -2                   |                      |
| 12.                  | Naděžda Petrovová     | 3 040                | +17                  |                      |
| 13.                  | Ana Ivanovićová       | 2 900                | +9                   |                      |
| 14.                  | Maria Kirilenková     | 2 540                | +14                  |                      |
| 15.                  | Dominika Cibulková    | 2 495                | +3                   |                      |
| 16.                  | Roberta Vinciová      | 2 475                | +7                   |                      |
| 17.                  | Lucie Šafářová        | 2 125                | +8                   |                      |
| 18.                  | Julia Görgesová       | 1 965                | +3                   |                      |
| 19.                  | Kaia Kanepiová        | 1 929                | +15                  |                      |
| 20.                  | Jekatěrina Makarovová | 1 841                | +32                  |                      |

| Žebříček Race – 22. října 2012 | Žebříček Race – 22. října 2012 | Žebříček Race – 22. října 2012 | Žebříček Race – 22. října 2012 |
| Poř.                           | Hráčka                         | Body                           | Tour                           |
| ------------------------------ | ------------------------------ | ------------------------------ | ------------------------------ |
| 1.                             | Viktoria Azarenková            | 10 190                         | 19(18)                         |
| 2.                             | Maria Šarapovová               | 9 115                          | 17(14)                         |
| 3.                             | Serena Williamsová             | 7 900                          | 14(12)                         |
| 4.                             | Agnieszka Radwańská            | 7 095                          | 23                             |
| 5.                             | Angelique Kerberová            | 5 470                          | 21                             |
| 6.                             | Petra Kvitová                  | 5 215                          | 20(18)                         |
| 7.                             | Sara Erraniová                 | 4 855                          | 23                             |
| 8.                             | Li Na                          | 4 726                          | 18(17)                         |
| 9.                             | Samantha Stosurová             | 4 120                          | 22                             |
| 10.                            | Marion Bartoliová              | 3 740                          | 27                             |
| 11.                            | Caroline Wozniacká             | 3 685                          | 22                             |
| 12.                            | Ana Ivanovićová                | 2 900                          | 20(19)                         |
| 13.                            | Naděžda Petrovová              | 2 725                          | 22                             |
| 14.                            | Dominika Cibulková             | 2 495                          | 27                             |
| 15.                            | Maria Kirilenková              | 2 463                          | 21                             |
| 16.                            | Roberta Vinciová               | 2 400                          | 28                             |
| 17.                            | Lucie Šafářová                 | 2 125                          | 24                             |
| 18.                            | Julia Görgesová                | 1 965                          | 26                             |
| 19.                            | Kaia Kanepiová                 | 1 929                          | 16                             |
| 20.                            | Jekatěrina Makarovová          | 1 841                          | 19                             |

| Konečný žebříček WTA | Konečný žebříček WTA  | Konečný žebříček WTA | Konečný žebříček WTA | Konečný žebříček WTA |
| Poř.                 | Hráčka                | Bodů                 | Změna                |                      |
| -------------------- | --------------------- | -------------------- | -------------------- | -------------------- |
| 1.                   | Viktoria Azarenková   | 10 595               | +2                   |                      |
| 2.                   | Maria Šarapovová      | 10 045               | +2                   |                      |
| 3.                   | Serena Williamsová    | 9 400                | +9                   |                      |
| 4.                   | Agnieszka Radwańská   | 7 425                | +4                   |                      |
| 5.                   | Angelique Kerberová   | 5 550                | +27                  |                      |
| 6.                   | Sara Erraniová        | 5 100                | +39                  |                      |
| 7.                   | Li Na                 | 5 095                | -2                   |                      |
| 8.                   | Petra Kvitová         | 5 085                | -6                   |                      |
| 9.                   | Samantha Stosurová    | 4 135                | -3                   |                      |
| 10.                  | Caroline Wozniacká    | 3 765                | -9                   |                      |
| 11.                  | Marion Bartoliová     | 3 740                | -2                   |                      |
| 12.                  | Naděžda Petrovová     | 3 040                | +17                  |                      |
| 13.                  | Ana Ivanovićová       | 2 900                | +9                   |                      |
| 14.                  | Maria Kirilenková     | 2 540                | +14                  |                      |
| 15.                  | Dominika Cibulková    | 2 495                | +3                   |                      |
| 16.                  | Roberta Vinciová      | 2 475                | +7                   |                      |
| 17.                  | Lucie Šafářová        | 2 125                | +8                   |                      |
| 18.                  | Julia Görgesová       | 1 965                | +3                   |                      |
| 19.                  | Kaia Kanepiová        | 1 929                | +15                  |                      |
| 20.                  | Jekatěrina Makarovová | 1 841                | +32                  |                      |

#### Světové jedničky ve dvouhře
| Hráčka              | Datum nástupu     | Datum odchodu     |
| ------------------- | ----------------- | ----------------- |
| Caroline Wozniacká  | konec sezóny 2011 | 29. ledna 2012    |
| Viktoria Azarenková | 30. ledna 2012    | 10. června 2012   |
| Maria Šarapovová    | 11. června 2012   | 8. července 2012  |
| Viktoria Azarenková | 9. července 2012  | konec sezóny 2012 |

### Čtyřhra
Tabulky uvádí 10 nejvýše postavených párů na žebříčku Race, určující postup na Turnaj mistryň a 20 nejvýše postavených hráček na žebříčku WTA ve čtyřhře ke konci sezóny 2012. Šedý podklad vlevo uvádí páry přímo kvalifikované na Turnaj mistryň.
| Žebříček Race – 22. října 2012 | Žebříček Race – 22. října 2012                     | Žebříček Race – 22. října 2012 | Žebříček Race – 22. října 2012 |
| Poř.                           | Dvojice                                            | Bodů                           | Turnajů                        |
| ------------------------------ | -------------------------------------------------- | ------------------------------ | ------------------------------ |
| 1.                             | Sara Erraniová Roberta Vinciová                    | 10 097                         | 15                             |
| 2.                             | Andrea Hlaváčková Lucie Hradecká                   | 7 380                          | 14                             |
| 3.                             | Liezel Huberová Lisa Raymondová                    | 7 036                          | 19                             |
| 4.                             | Maria Kirilenková Naděžda Petrovová                | 5 325                          | 12                             |
| 5.                             | Raquel Kopsová-Jonesová Abigail Spearsová          | 5 173                          | 25                             |
| 6.                             | Jelena Vesninová Jekatěrina Makarovová             | 4 071                          | 8                              |
| 7.                             | Nuria Llagostera Vives María José Martínez Sánchez | 3737                           | 9                              |
| 8.                             | Natalie Grandinová Vladimíra Uhlířová              | 2 576                          | 31                             |
| 9.                             | Serena Williamsová Venus Williamsová               | 2 280                          | 2                              |
| 10.                            | Květa Peschkeová Katarina Srebotniková             | 2 197                          | 12                             |

| Konečný žebříček WTA | Konečný žebříček WTA        | Konečný žebříček WTA | Konečný žebříček WTA | Konečný žebříček WTA |
| Poř.                 | Hráčka                      | Bodů                 | Změna                |                      |
| -------------------- | --------------------------- | -------------------- | -------------------- | -------------------- |
| 1.                   | Roberta Vinciová            | 10 030               | +25                  |                      |
| 2.                   | Sara Erraniová              | 10030                | +25                  |                      |
| 3.                   | Andrea Hlaváčková           | 8 160                | +11                  |                      |
| 4.                   | Lucie Hradecká              | 8 160                | +11                  |                      |
| 5.                   | Naděžda Petrovová           | 7 065                | +8                   |                      |
| 6.                   | Lisa Raymondová             | 6 585                | -2                   |                      |
| 7.                   | Maria Kirilenková           | 6 550                | =                    |                      |
| 8.                   | Liezel Huberová             | 6 510                | -7                   |                      |
| 9.                   | Jelena Vesninová            | 6 120                | +1                   |                      |
| 10.                  | Nuria Llagostera Vives      | 5 540                | +22                  |                      |
| 11.                  | Jekatěrina Makarovová       | 5 170                | +46                  |                      |
| 12.                  | Sania Mirzaová              | 4 415                | -1                   |                      |
| 13.                  | Raquel Kopsová-Jonesová     | 4 300                | +24                  |                      |
| 14.                  | Abigail Spearsová           | 4 300                | +22                  |                      |
| 15.                  | María José Martínez Sánchez | 4 136                | +6                   |                      |
| 16.                  | Katarina Srebotniková       | 3 935                | -14                  |                      |
| 17.                  | Květa Peschkeová            | 3 590                | -15                  |                      |
| 18.                  | Anna-Lena Grönefeldová      | 3 165                | +35                  |                      |
| 19.                  | Čeng Ťie                    | 3 120                | +1                   |                      |
| 20.                  | Barbora Záhlavová-Strýcová  | 2 925                | +2                   |                      |

| Žebříček Race – 22. října 2012 | Žebříček Race – 22. října 2012                     | Žebříček Race – 22. října 2012 | Žebříček Race – 22. října 2012 |
| Poř.                           | Dvojice                                            | Bodů                           | Turnajů                        |
| ------------------------------ | -------------------------------------------------- | ------------------------------ | ------------------------------ |
| 1.                             | Sara Erraniová Roberta Vinciová                    | 10 097                         | 15                             |
| 2.                             | Andrea Hlaváčková Lucie Hradecká                   | 7 380                          | 14                             |
| 3.                             | Liezel Huberová Lisa Raymondová                    | 7 036                          | 19                             |
| 4.                             | Maria Kirilenková Naděžda Petrovová                | 5 325                          | 12                             |
| 5.                             | Raquel Kopsová-Jonesová Abigail Spearsová          | 5 173                          | 25                             |
| 6.                             | Jelena Vesninová Jekatěrina Makarovová             | 4 071                          | 8                              |
| 7.                             | Nuria Llagostera Vives María José Martínez Sánchez | 3737                           | 9                              |
| 8.                             | Natalie Grandinová Vladimíra Uhlířová              | 2 576                          | 31                             |
| 9.                             | Serena Williamsová Venus Williamsová               | 2 280                          | 2                              |
| 10.                            | Květa Peschkeová Katarina Srebotniková             | 2 197                          | 12                             |

| Konečný žebříček WTA | Konečný žebříček WTA        | Konečný žebříček WTA | Konečný žebříček WTA | Konečný žebříček WTA |
| Poř.                 | Hráčka                      | Bodů                 | Změna                |                      |
| -------------------- | --------------------------- | -------------------- | -------------------- | -------------------- |
| 1.                   | Roberta Vinciová            | 10 030               | +25                  |                      |
| 2.                   | Sara Erraniová              | 10030                | +25                  |                      |
| 3.                   | Andrea Hlaváčková           | 8 160                | +11                  |                      |
| 4.                   | Lucie Hradecká              | 8 160                | +11                  |                      |
| 5.                   | Naděžda Petrovová           | 7 065                | +8                   |                      |
| 6.                   | Lisa Raymondová             | 6 585                | -2                   |                      |
| 7.                   | Maria Kirilenková           | 6 550                | =                    |                      |
| 8.                   | Liezel Huberová             | 6 510                | -7                   |                      |
| 9.                   | Jelena Vesninová            | 6 120                | +1                   |                      |
| 10.                  | Nuria Llagostera Vives      | 5 540                | +22                  |                      |
| 11.                  | Jekatěrina Makarovová       | 5 170                | +46                  |                      |
| 12.                  | Sania Mirzaová              | 4 415                | -1                   |                      |
| 13.                  | Raquel Kopsová-Jonesová     | 4 300                | +24                  |                      |
| 14.                  | Abigail Spearsová           | 4 300                | +22                  |                      |
| 15.                  | María José Martínez Sánchez | 4 136                | +6                   |                      |
| 16.                  | Katarina Srebotniková       | 3 935                | -14                  |                      |
| 17.                  | Květa Peschkeová            | 3 590                | -15                  |                      |
| 18.                  | Anna-Lena Grönefeldová      | 3 165                | +35                  |                      |
| 19.                  | Čeng Ťie                    | 3 120                | +1                   |                      |
| 20.                  | Barbora Záhlavová-Strýcová  | 2 925                | +2                   |                      |

#### Světové jedničky ve čtyřhře
| Hráčka                          | Datum nástupu     | Datum odchodu     |
| ------------------------------- | ----------------- | ----------------- |
| Liezel Huberová                 | konec sezóny 2011 |                   |
| Liezel Huberová Lisa Raymondová | 23. dubna 2012    | 9. září 2012      |
| Sara Erraniová                  | 10. září 2012     | 14. října 2012    |
| Roberta Vinciová                | 15. října 2012    | konec sezóny 2012 |

## Nejvyšší výdělky hráček
Tabulka uvádí hráčky s nejvyšším výdělkem ve WTA Tour 2012.
| Poř.                                                | Hráčka              | ve dvouhře | ve čtyřhře | v mixu | Bonusy     | Celkem 2012 |
| --------------------------------------------------- | ------------------- | ---------- | ---------- | ------ | ---------- | ----------- |
| 1.                                                  | Viktoria Azarenková | $7 317 651 | $7 130     | $4 139 | $600 000   | $7 928 920  |
| 2.                                                  | Serena Williamsová  | $6 828 831 | $214 725   | $2 419 | $0         | $7 045 975  |
| 3.                                                  | Maria Šarapovová    | $6 308 296 | $0         | $0     | $200 000   | $6 508 296  |
| 4.                                                  | Agnieszka Radwańská | $3 803 819 | $47 723    | $0     | $250 000   | $4 101 542  |
| 5.                                                  | Sara Erraniová      | $2 181 948 | $926 618   | $2 070 | $0         | $3 110 636  |
| 6.                                                  | Petra Kvitová       | $2 127 402 | $5 473     | $0     | $600 000   | $2 732 875  |
| 7.                                                  | Caroline Wozniacká  | $1408 240  | $430       | $0     | $1 000 000 | $2 408 670  |
| 8.                                                  | Li Na               | $1 880 646 | $0         | $0     | $400 000   | $2 280 646  |
| 9.                                                  | Angelique Kerberová | $1938 436  | $31 856    | $2 070 | $0         | $1 972 362  |
| 10.                                                 | Samantha Stosurová  | $1 490 602 | $45 582    | $0     | $400 000   | $1 936 184  |
| částky jsou v amerických dolarech; stav k 5.11.2012 |                     |            |            |        |            |             |

## Herní dovednosti
Statistiky hráček ve sledovaných herních dovednostech sezóny 2012. Hodnoty jsou vyjma statistik es uváděny v procentech. Stav ke konci sezóny, k datu 12. listopadu 2012.
| ESA  | ESA                | ESA | ESA    |
| Poř. | Hráčka             | Esa | Zápasů |
| ---- | ------------------ | --- | ------ |
| 1.   | Serena Williamsová | 484 | 58     |
| 2.   | Naděžda Petrovová  | 363 | 57     |
| 3.   | Julia Görgesová    | 263 | 61     |
| 4.   | Maria Šarapovová   | 244 | 70     |
| 5.   | Samantha Stosurová | 237 | 64     |
| 6.   | Lucie Hradecká     | 227 | 35     |
| 7.   | Mona Barthelová    | 220 | 52     |
| 8.   | Roberta Vinciová   | 218 | 72     |
| 9.   | Petra Kvitová      | 207 | 57     |
| 10.  | Sorana Cîrsteaová  | 190 | 57     |

| ZISK HER NA PODÁNÍ | ZISK HER NA PODÁNÍ  | ZISK HER NA PODÁNÍ | ZISK HER NA PODÁNÍ |
| Poř.               | Hráčka              | %                  | Zápasů             |
| ------------------ | ------------------- | ------------------ | ------------------ |
| 1.                 | Serena Williamsová  | 87.5               | 58                 |
| 2.                 | Kim Clijstersová    | 78.8               | 26                 |
| 3.                 | Petra Kvitová       | 75.3               | 57                 |
| 4.                 | Viktoria Azarenková | 75.2               | 70                 |
| 5.                 | Maria Šarapovová    | 75.0               | 78                 |
| 6.                 | Samantha Stosurová  | 74.9               | 64                 |
| 7.                 | Naděžda Petrovová   | 74.5               | 57                 |
| 8.                 | Lucie Hradecká      | 73.1               | 35                 |
| 9.                 | Andrea Hlaváčková   | 73.0               | 22                 |
| 10.                | Lucie Šafářová      | 72.5               | 48                 |

| ODVRÁCENÉ BREJKBOLY | ODVRÁCENÉ BREJKBOLY | ODVRÁCENÉ BREJKBOLY | ODVRÁCENÉ BREJKBOLY |
| Poř.                | Hráčka              | %                   | Zápasů              |
| ------------------- | ------------------- | ------------------- | ------------------- |
| 1.                  | Serena Williamsová  | 67.8                | 58                  |
| 2.                  | Kim Clijstersová    | 64.7                | 26                  |
| 3.                  | Andrea Hlaváčková   | 63.5                | 22                  |
| 4.                  | Maria Šarapovová    | 61.5                | 70                  |
| 5.                  | Lucie Šafářová      | 61.3                | 48                  |
| 6.                  | Samantha Stosurová  | 60.4                | 64                  |
| 7.                  | Varvara Lepčenková  | 59.7                | 45                  |
| 8.                  | Li Na               | 59.6                | 59                  |
| 9.                  | Viktoria Azarenková | 59.4                | 78                  |
| 10.                 | Angelique Kerberová | 59.2                | 79                  |

| ÚSPĚŠNOST 1. PODÁNÍ | ÚSPĚŠNOST 1. PODÁNÍ      | ÚSPĚŠNOST 1. PODÁNÍ | ÚSPĚŠNOST 1. PODÁNÍ |
| Poř.                | Hráčka                   | %                   | Zápasů              |
| ------------------- | ------------------------ | ------------------- | ------------------- |
| 1.                  | Sara Erraniová           | 76.3                | 72                  |
| 2.                  | Andrea Petkovicová       | 72.5                | 22                  |
| 3.                  | Arantxa Rusová           | 70.6                | 25                  |
| 4.                  | Sofia Arvidssonová       | 69.0                | 47                  |
| 5.                  | Čeng Ťie                 | 68.4                | 49                  |
| 6.                  | Li Na                    | 67.9                | 59                  |
| 7.                  | Agnieszka Radwańská      | 67.9                | 78                  |
| 8.                  | Viktoria Azarenková      | 67.7                | 78                  |
| 9.                  | Patricia Mayr-Achleitner | 67.5                | 21                  |
| 10.                 | Irina-Camelia Beguová    | 66.7                | 41                  |

| VÍTĚZNÉ BODY Z 1. PODÁNÍ | VÍTĚZNÉ BODY Z 1. PODÁNÍ | VÍTĚZNÉ BODY Z 1. PODÁNÍ | VÍTĚZNÉ BODY Z 1. PODÁNÍ |
| Poř.                     | Hráčka                   | %                        | Zápasů                   |
| ------------------------ | ------------------------ | ------------------------ | ------------------------ |
| 1.                       | Serena Williamsová       | 77.8                     | 58                       |
| 2.                       | Lucie Hradecká           | 73.1                     | 35                       |
| 3.                       | Naděžda Petrovová        | 71.5                     | 57                       |
| 4.                       | Kim Clijstersová         | 70.3                     | 26                       |
| 5.                       | Venus Williamsová        | 69.6                     | 33                       |
| 6.                       | Mona Barthelová          | 69.2                     | 52                       |
| 7.                       | Kaia Kanepiová           | 69.1                     | 34                       |
| 8.                       | Andrea Hlaváčková        | 69.0                     | 22                       |
| 9.                       | Ana Ivanovićová          | 68.9                     | 54                       |
| 10.                      | Laura Robsonová          | 68.7                     | 31                       |

| VÍTĚZNÉ BODY Z 2. PODÁNÍ | VÍTĚZNÉ BODY Z 2. PODÁNÍ | VÍTĚZNÉ BODY Z 2. PODÁNÍ | VÍTĚZNÉ BODY Z 2. PODÁNÍ |
| Poř.                     | Hráčka                   | %                        | Zápasů                   |
| ------------------------ | ------------------------ | ------------------------ | ------------------------ |
| 1.                       | Serena Williamsová       | 54.0                     | 58                       |
| 2.                       | Caroline Wozniacká       | 50.7                     | 71                       |
| 3.                       | Li Na                    | 50.4                     | 59                       |
| 4.                       | Jekatěrina Makarovová    | 50.2                     | 45                       |
| 5.                       | Světlana Kuzněcovová     | 49.9                     | 25                       |
| 6.                       | Misaki Doiová            | 49.7                     | 25                       |
| 7.                       | Samantha Stosurová       | 49.6                     | 64                       |
| 8.                       | Varvara Lepčenková       | 49.4                     | 45                       |
| 9.                       | Petra Kvitová            | 49.2                     | 57                       |
| 10.                      | Galina Voskobojevová     | 48.4                     | 33                       |

| VÍTĚZNÉ BODY PO VRÁCENÍ 1. PODÁNÍ | VÍTĚZNÉ BODY PO VRÁCENÍ 1. PODÁNÍ | VÍTĚZNÉ BODY PO VRÁCENÍ 1. PODÁNÍ | VÍTĚZNÉ BODY PO VRÁCENÍ 1. PODÁNÍ |
| Poř.                              | Hráčka                            | %                                 | Zápasů                            |
| --------------------------------- | --------------------------------- | --------------------------------- | --------------------------------- |
| 1.                                | Sara Erraniová                    | 44.7                              | 72                                |
| 2.                                | Alizé Cornetová                   | 44.1                              | 42                                |
| 3.                                | Flavia Pennettaová                | 42.7                              | 35                                |
| 4.                                | Klára Zakopalová                  | 42.4                              | 44                                |
| 5.                                | Serena Williamsová                | 42.4                              | 58                                |
| 6.                                | Agnieszka Radwańská               | 42.0                              | 78                                |
| 7.                                | Viktoria Azarenková               | 41.4                              | 78                                |
| 8.                                | Maria Šarapovová                  | 41.4                              | 70                                |
| 9.                                | Dominika Cibulková                | 40.9                              | 59                                |
| 10.                               | Kaia Kanepiová                    | 40.8                              | 34                                |

| PROMĚNĚNÉ BREJKBOLY | PROMĚNĚNÉ BREJKBOLY  | PROMĚNĚNÉ BREJKBOLY | PROMĚNĚNÉ BREJKBOLY |
| Poř.                | Hráčka               | %                   | Zápasy              |
| ------------------- | -------------------- | ------------------- | ------------------- |
| 1.                  | Sara Erraniová       | 54.3                | 72                  |
| 2.                  | Agnieszka Radwańská  | 54.2                | 78                  |
| 3.                  | Viktoria Azarenková  | 53.5                | 78                  |
| 4.                  | Arantxa Rusová       | 51.7                | 25                  |
| 5.                  | Casey Dellacquová    | 51.4                | 23                  |
| 6.                  | Dominika Cibulková   | 51.3                | 59                  |
| 7.                  | Kiki Bertensová      | 50.9                | 23                  |
| 8.                  | Kaia Kanepiová       | 50.7                | 34                  |
| 9.                  | Magdaléna Rybáriková | 50.5                | 29                  |
| 10.                 | Maria Šarapovová     | 50.3                | 70                  |

| HRY ZÍSKANÉ NA PŘÍJMU | HRY ZÍSKANÉ NA PŘÍJMU | HRY ZÍSKANÉ NA PŘÍJMU | HRY ZÍSKANÉ NA PŘÍJMU |
| Poř.                  | Hráčka                | %                     | Zápasů                |
| --------------------- | --------------------- | --------------------- | --------------------- |
| 1.                    | Viktoria Azarenková   | 52.5                  | 78                    |
| 2.                    | Sara Erraniová        | 51.2                  | 72                    |
| 3.                    | Flavia Pennettaová    | 48.0                  | 35                    |
| 4.                    | Agnieszka Radwańská   | 47.0                  | 78                    |
| 5.                    | Maria Šarapovová      | 47.0                  | 70                    |
| 6.                    | Serena Williamsová    | 46.8                  | 58                    |
| 7.                    | Mathilde Johanssonová | 45.0                  | 27                    |
| 8.                    | Klára Zakopalová      | 44.5                  | 44                    |
| 9.                    | Dominika Cibulková    | 44.5                  | 59                    |
| 10.                   | Alizé Cornetová       | 43.9                  | 42                    |

## Ukončení kariéry
Hráčky, které v sezóně 2012 oznámily ukončení profesionální kariéry:
- Kim Clijstersová (narozená 8. července 1983, Bilzen, Belgie) se stala profesionálkou v roce 1997. Během kariéry dosáhla na pozici světové jedničky ve dvouhře i čtyřhře. Na okruhu WTA vyhrála 41 turnajů ve dvouhře a 11 ve čtyřhře. Poprvé ukončila závodní činnost 6. května 2007,[9] ale po téměř dvou letech 26. března 2009 ohlásila plánovaný návrat, a to během letní sezóny.[10] V květnu 2012 sdělila, že posledním turnajem kariéry se stane US Open 2012, na němž získala tři tituly během tří startů v řadě.[11] Kariéru ukončila 2. září 2012.

- Gisela Dulková (narozená 30. ledna 1985, Buenos Aires, Argentina) vstoupila do profesionálního tenisu v roce 2001 a kariéru ukončila v listopadu 2012.[12] Na okruhu WTA vyhrála 4 turnaje ve dvouhře a nejvýše byla klasifikována v sezóně 2005 na 26. místě. Ve čtyřhře získala 17 titulů WTA a od 1. listopadu 2010 strávila 24 týdnů na pozici světové jedničky, z toho sedm týdnu společně se spoluhráčkou Pennettaovou.

## Návraty
Významné hráčky, které se v sezóně 2012 vrátily do profesionálního tenisu:
- Paola Suárezová (narozená 23. června 1976, Buenos Aires, Argentina) se stala profesionálkou v sezóně 1991. Na okruhu WTA vyhrála 4 turnaje ve dvouhře a nejvýše postavená byla 7. června 2004, když jí patřilo 9. místo. Ve čtyřhře byla světovou jedničkou a vyhrála 44 titulů WTA, z toho 8 Grand Slamů a Turnaj mistryň. Na okruh se vrátila čtyřhrou turnaje Copa BBVA Colsanitas 2012, na němž nastoupila s Giselou Dulkovou. Pár vypadl v prvním kole. Úvodní fázi ženské čtyřhry na olympijském turnaji spolu s Dulkovou také nepřešly.

## Ocenění
Výroční ceny WTA 2012 byly vyhlašovány v průběhu posledního listopadového týdne.
- Hráčka roku –  Serena Williamsová
- Dvojice roku –  Sara Erraniová a  Roberta Vinciová
- Hráčka s největším zlepšením –  Sara Erraniová
- Návrat roku –  Jaroslava Švedovová
- Nováček roku –  Laura Robsonová
- Cena Karen Krantzckeové za sportovní chování –  Kim Clijstersová
- Nejlepší podání –  Venus Williamsová
- Diamond Aces –  Viktoria Azarenková
- Hráčka roku podle fanoušků –  Agnieszka Radwańská
- Dvojice roku podle fanoušků –  Serena Williamsová a  Venus Williamsová
- Nejlepší Twitter podle fanoušků –  Caroline Wozniacká
- Nejlepší Facebook podle fanoušků –  Agnieszka Radwańská
- Nejlepší video podle fanoušků –  Agnieszka Radwańská & The Bee (video)

Mistryně světa ITF
- mistryně světa ve dvouhře –  Serena Williamsová
- mistryně světa ve čtyřhře –  Sara Erraniová a  Roberta Vinciová

## Rozpis zisku bodů v sezóně 2012
Za postup do příslušného kola konkrétního turnaje, který je definován kategorií, obdržela tenistka předem stanovený počet bodů. Tabulka uvádí přidělované body hráčkám na turnajích okruhu WTA Tour 2012.
| ↓ Kategorie / Fáze →           | W    | F    | SF                                         | QF                                         | R16                                        | R32                                        | R64                                        | R128 | Q  | Q3 | Q2 | Q1 |
| Grand Slam (S)                 | 2000 | 1400 | 900                                        | 500                                        | 280                                        | 160                                        | 100                                        | 5    | 60 | 50 | 40 | 2  |
| Grand Slam (D)                 | 2000 | 1400 | 900                                        | 500                                        | 280                                        | 160                                        | 5                                          | –    | 48 | –  | –  | –  |
| WTA Championships (S)          | +450 | +360 | (230 za každou výhru, 70 za každou prohru) | (230 za každou výhru, 70 za každou prohru) | (230 za každou výhru, 70 za každou prohru) | (230 za každou výhru, 70 za každou prohru) | (230 za každou výhru, 70 za každou prohru) | –    | –  | –  | –  | –  |
| WTA Championships (D)          | 1500 | 1050 | 690                                        | –                                          | –                                          | –                                          | –                                          | –    | –  | –  | –  | –  |
| WTA Premier Mandatory (96S)    | 1000 | 700  | 450                                        | 250                                        | 140                                        | 80                                         | 50                                         | 5    | 30 | –  | 20 | 1  |
| WTA Premier Mandatory (64S)    | 1000 | 700  | 450                                        | 250                                        | 140                                        | 80                                         | 5                                          | –    | 30 | –  | 20 | 1  |
| WTA Premier Mandatory (28/32D) | 1000 | 700  | 450                                        | 250                                        | 140                                        | 5                                          | –                                          | –    | –  | –  | –  | –  |
| WTA Premier 5 (56S)            | 900  | 620  | 395                                        | 225                                        | 125                                        | 70                                         | 1                                          | –    | 30 | –  | 20 | 1  |
| WTA Premier 5 (28D)            | 900  | 620  | 395                                        | 225                                        | 125                                        | 1                                          | –                                          | –    | –  | –  | –  | –  |
| Letní olympijské hry (64S)     | 685  | 470  | 340 (3.) 260 (4.)                          | 175                                        | 95                                         | 55                                         | 1                                          | –    | –  | –  | –  | –  |
| WTA Premier (56S)              | 470  | 320  | 200                                        | 120                                        | 60                                         | 40                                         | 1                                          | –    | 12 | –  | 8  | 1  |
| WTA Premier (32S)              | 470  | 320  | 200                                        | 120                                        | 60                                         | 1                                          | –                                          | –    | 20 | 12 | 8  | 1  |
| WTA Premier (16D)              | 470  | 320  | 200                                        | 120                                        | 1                                          | –                                          | –                                          | –    | –  | –  | –  | –  |
| Tournament of Champions        | 375  | 255  | 180 (3.) 165 (4.)                          | 75                                         | –                                          | –                                          | –                                          | –    | –  | –  | –  | –  |
| WTA International (56S)        | 280  | 200  | 130                                        | 70                                         | 30                                         | 15                                         | 1                                          | –    | 10 | –  | 6  | 1  |
| WTA International (32S)        | 280  | 200  | 130                                        | 70                                         | 30                                         | 1                                          | –                                          | –    | 16 | 10 | 6  | 1  |
| WTA International (16D)        | 280  | 200  | 130                                        | 70                                         | 1                                          | –                                          | –                                          | –    | –  | –  | –  | –  |

Legenda
- W – vítězka
- F – finalistka
- SF – semifinalistka
- QF – čtvrtfinalistka
- R16 – osmifinalistka (1/16)
- R32 – 32 hráček v kole
- R64 – 64 hráček v kole
- R128 – 128 hráček v kole, 1. kolo grandslamového turnaje
- Q – vítězka kvalifikace turnaje, postup do hlavní soutěže
- Q3 – 3. kolo kvalifikace
- Q2 – 2. kolo kvalifikace
- Q1 – 1. kolo kvalifikace
- (S) – single, dvouhra (v závorce počet startujících)
- (D) – double, čtyřhra